# Henryk Górski (kartograf)
Henryk Górski (ur. 19 stycznia 1929 w Golubiu (obecnie Golub-Dobrzyń), zm. 13 stycznia 2008 w Warszawie) – polski geograf i kartograf, współautor licznych szkolnych atlasów geograficznych i map, propagator kartografii.

## Życiorys
Po uzyskaniu świadectwa dojrzałości studiował geografię – najpierw krótko w Poznaniu, a następnie na Wydziale Biologii i Nauk o Ziemi Uniwersytetu Warszawskiego.
Jeden z pierwszych absolwentów Katedry Kartografii Instytutu Geograficznego Wydziału Biologii i Nauk o Ziemi UW – tytuł magistra uzyskał w 1955 po wykonaniu ściennej mapy Dolina dolnej Wisły w skali 1:250.000.
Od 1953 pracował w Państwowym Przedsiębiorstwie Wydawnictw Kartograficznych, gdzie w latach 1959–1982 był kierownikiem Redakcji Map i Atlasów Szkolnych. Pod jego kierownictwem został opracowany m.in. znany milionom Polaków Atlas geograficzny dla szkół średnich, który w latach 1962–2000 miał 32 wydania (jedyny w owym czasie atlas geograficzny przeznaczony dla liceów), Polska. Atlas geograficzny wydawany w latach 1966–1972, Atlas geograficzny Polski wydawany w latach 1974-89, czy Polska, kontynenty, świat. Atlas geograficzny dla klas VI-VIII wydawany w latach 1977-1996. Był również inicjatorem i współredaktorem cieszącego się dużym powodzeniem Powszechnego atlasu świata, wydanego dwukrotnie: w 1973 i 1974. W kierowanej przez niego redakcji powstawały także mapy ścienne: trzy mapy Polski (dwie fizyczne i gospodarcza), seria map gospodarczych kontynentów oraz nowatorskie mapy na folii do rzutników pisma, tzw. diamapy. Opracowanie tych ważnych pomocy szkolnych było konsultowane ze środowiskiem nauczycieli i dydaktyków geografii, z którymi Henryk Górski przez wiele lat ściśle współpracował.
W latach 1982–1991 kierował Redakcją Kartograficzną Przedsiębiorstwa Eksportu Geodezji i Kartografii „Geokart”, gdzie m.in. zorganizował dużą redakcję kartograficzną. Kierował opracowaniem atlasu narodowego Afganistanu (wydanego w wersji językowej angielskiej i dari, a będącego darem rządu polskiego dla narodu afgańskiego). Był także współpracownikiem i konsultantem licznych innych wydawnictw polskich i zagranicznych, w tym autorem wielu map i redaktorem kilku atlasów.
Po przejściu na emeryturę w 1991 współpracował jako doradca i kartograf z wydawnictwem GeoCenter i spółką Geocenter Bertelsmann Media. Zaadaptował na polski rynek kilka ogólnoinformacyjnych niemieckich atlasów świata, zajmował się redagowaniem atlasów i map samochodowych. Prowadził też firmę kartograficzną Geoida.
W swojej działalności społecznej był propagatorem geografii i kartografii, animatorem międzynarodowych kartograficznych konkursów dziecięcych (m.in. polskiej edycji konkursów rysunków dzieci im. Barbary Petchenik, odbywających się przy okazji międzynarodowych konferencji kartograficznych). Działacz i członek Polskiego Towarzystwa Geograficznego, w którym pełnił różne funkcje, zarówno w Oddziale Warszawskim, jak i w Zarządzie Głównym. W 1964 współorganizował Komisję Kartograficzną PTG, był współinicjatorem wznowienia kwartalnika „Polski Przegląd Kartograficzny”. Aktywnie uczestniczył w wielu konferencjach, seminariach i szkołach kartograficznych, w 2002 był członkiem założycielem Stowarzyszenia Kartografów Polskich.
Był również członkiem doradczego Komitetu ds. Kartografii Ogólnej przy Prezesie Głównego Urzędu Geodezji i Kartografii (1982–1987), Rady Programowej Geografii przy Instytucie Programów Szkolnych, Wspólnej Komisji PRL-RFN ds. oceny treści nauczania geografii i historii, Narodowego Komitetu ds. Międzynarodowej Asocjacji Kartograficznej, gdzie uczestniczył w redagowaniu międzynarodowego słownika terminologii kartograficznej.
W 1972 został odznaczony Złotą Odznaką PTG, w 2002 Medalem PTG, a w 2005 Złotym Krzyżem Zasługi.